# City of New Orleans
Pour la ligne de train, voir City of New Orleans (Amtrak).
Pistes de Steve Goodman
Eight Ball Blues Turnpike Tom
City of New Orleans est une chanson écrite et composée par Steve Goodman, parue en 1971 sur l'album Steve Goodman.
Elle a d'abord été reprise par Arlo Guthrie qui en fait un succès dès l'année suivante, puis  par de nombreux artistes américains dont Willie Nelson, Johnny Cash ou encore Judy Collins.

## Genèse de la chanson
Steve Goodman a écrit cette chanson au cours d'un voyage à bord du City of New Orleans, un train de la compagnie Illinois Central (ligne aujourd'hui gérée par Amtrak), qui traverse les États-Unis sur 1 500 km du nord au sud du pays, de Chicago à La Nouvelle-Orléans. Il se rendait dans le sud de l'Illinois avec sa femme pour rendre visite à la grand-mère de cette dernière et alors qu'elle dormait, il nota tout ce qu'il put voir par les fenêtres de ce train avant de se rendre dans la voiture-bar où il finit le voyage en jouant aux cartes. Dans une interview donnée en 1972, il affirme que tout ce qui est décrit dans la chanson correspond précisément à ce qu'il vécut lors de ce voyage.

## Adaptations
En français, Joe Dassin popularise cette chanson en 1973 sous le titre Salut les amoureux, avec des paroles écrites par sa sœur Richelle Dassin et Claude Lemesle qui en modifient radicalement le sujet . Cette version s'écoule à plus de 200 000 exemplaires. Miossec reprend à son tour la version de Joe Dassin en 1997.
En 1977, Roger Mason propose une version française bien plus fidèle à l'original, sous le titre Le Vieux Train de la Louisiane, sur l'album Roger Mason et les Touristes.
En 1975, les chanteurs néerlandais Gerard Cox et Rudi Carrell proposent des versions en néerlandais et en allemand avec des paroles encore différentes, 't Is weer voorbij die mooie zomer et Wann wird’s mal wieder richtig Sommer ?, qui connaissent un fort succès dans les deux pays.

## Distinctions
La version enregistrée par Arlo Guthrie en 1972 reçoit le Grammy Hall of Fame Award en 2017.

### Classement
Salut les amoureux par Joe Dassin
| Classement (1973) | Meilleure position |
| ----------------- | ------------------ |
| France (IFOP)     | 7                  |